# Жедњаци
Жедњаци или сукуленти (Crassulaceae) је породица дикотиледоних биљака из реда Saxifragales. Обухвата 34 рода са око 1.400 врста. Породица је распрострањења космополитски, а највећи диверзитет остварује у сувим пределима, попут Капског флористичког царства. Познати родови су чуваркућа (Sempervivum и Jovibarba), тустике (Crassula и Kalanchoe), жедњак (Sedum).